# 禾秆亮毛蕨
禾秆亮毛蕨（学名：Acystopteris tenuisecta）为蹄盖蕨科亮毛蕨属下的一个种。

## 扩展阅读
- 維基物種上的相關：禾秆亮毛蕨